# بطريرك القسطنطينية المسكوني

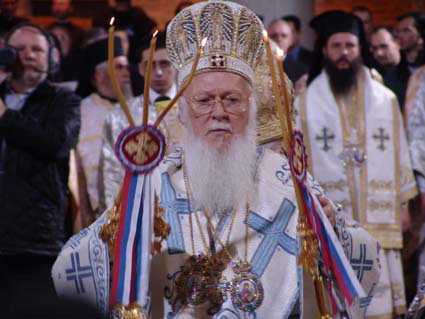
برثلماوس الأول

البطريرك المسكوني (باليونانية: Η Αυτού Θειοτάτη Παναγιότης, ο Αρχιεπίσκοπος Κωνσταντινουπόλεως, Νέας Ρώμης και Οικουμενικός Πατριάρχης, «قداسة مطران القسطنطينية، روما الجديدة، والبطريرك المسكوني»، بالتركية: Konstantinopolis ekümenik patriği)، هو مطران القسطنطينية، روما الجديدة وترتيبه الأول من المتكافئين، بين رؤساء الكنائس المستقلة التي تؤلف الكنيسة الأرثوذكسية الشرقية. يعدّ مطران القسطنطينية ممثل المسيحية الأرثوذكسية وقائدها في أرجاء العالم. تشير لفظة المسكوني إشارة تاريخية إلى المسكون، وهو مصطلح صكّه الإغريق ليدلوا على العالم المتحضر، أي الإمبراطورية الرومانية، وهو جاء من القانون الثامن والعشرين الصادر في مجمع خليقيدونية.
بطريركية القسطنطينية المسكونية واحدة من أهم المؤسسات في العالم ولها دور بارز في تاريخ العالم. ساعد البطاركة المسكونيون في الأزمنة القديمة على نشر المسيحية وحلّ معضلات عقَديّة عديدة. ولعبت في العصور الوسطى دورًا أكبر في أعمال الكنيسة الأرثوذكسية الشرقية وفي سياسات العالم الأرثوذكسي، وفي نشر المسيحية بين السلافيين كذلك. أما اليوم، فبالإضافة إلى نشر الدين المسيحي والعقيدة الأرثوذكسية الشرقية، فإن البطاركة منخرطون في حوار الأديان والحركة المسكونية والعمل الخيري والدفاع عن تراث المسيحية الأرثوذكسية.
في الكراسي الرسولية الخمسة، يعد البطريرك المسكوني خليفة الرسول أندراوس. صاحب منصب البطريرك المسكوني في القسطنطينية اليوم، هو برثلماوس الأول، المطران السبعون بعد المئتين في ذلك الكرسي.

## مكانته في الكنيسة الأرثوذكسية
بطريرك القسطنطينية المسكوني الأول من المتكافئين، أي هو الأشرَف بين كل أساقفة الكنيسة الشرقية الأرثوذكسية، وهو الذي يرأس بنفسه -أو بمندوب منه- كل مجمع أرثوذكسي للأساقفة ويكون فيه الناطق الرئيسي للاتحاد الأرثوذكسي لا سيما في شبكة العلاقات المسكونية مع الفِرَق المسيحية الأخرى. ليس للبطريرك المسكوني ومطران القسطنطينية أي سلطة مباشرة على البطاركة الآخرين ولا على الكنائس المستقلة الأرثوذكسية الأخرى، ولكنه هو الوحيد بين زملائه الذي له حق عقد مجامع استثنائية تتألف منه أو من ممثليه من أجل التعامل مع الحالات الاستثنائية، وقد عقد مجامع كثيرة الحضور جامع لكل الأرثوذكس في السنين الأربعين الخالية. يظهر منصبه الفريد عادةً على أنه القائج الروحاني للكنيسة الأرثوذكسية في بعض المصادر، ولو أن هذا اللقب غير رسمي ولا يستعمل في المصادر المدرسية للبطريركية. الكنيسة الأرثوذكسية كنيسة غير مركزية مطلقًا، وليس فيها سلطة مركزية، ولا رئيس أرضي ولا مطران واحد له دور القيادة، ولها نظام مجمعي قانوني، وهو ما يميزها عن الكنيسة الكاثوليكية المنظمة على نحو هرمي، التي تعتقد بسلطة البابا. أما لقبا «الأول بين الأكفاء»، و«البطريرك المسكوني»، فهما للتشريف لا لإقرار السلطة، وفي الحقيقة فإن البطريرك المسكوني لا سلطة حقيقية له على الكنائس التي في سوى منطقة القسطنطينية.
بطريرك القسطنطينية المسكوني هو المدير المباشر المسؤول عن رؤساء الأبرشيات التي تخدم ملايين من الإغريق والأوكرانيين والروسينيين والألبانيين في أمريكا الشمالية وأمريكا الجنوبية وأوروبا الغربية وأستراليا ونيوزيلندا وكوريا وفي أجزاء من اليونان المعاصرة لم تخضع لأسباب تاريخية لحكم كنيسة اليونان.
منصبه الفعلي هو بطريرك الكنيسة الأرثوكسية في القسطنطينية، وهي واحدة من أربع عشرة كنيسة مستقلة، وصاحب أكبر -لا أقدم- كرسي من الكراسي الأرثوذكسية الأربعة القديمة الأولى، وهي من المراكز الخمسة الأولى للخماسية التي كانت تشكل الكنيسة الأولى غير المنقسمة. وبوصفه رئيس كنيسة القسطنطينية الأرثوذكسية، يُسمّى «مطران القسطنطينية، روما الجديدة».
تسمى البطريركية المسكونية أحيانًا البطريركية الإغريقية بالقسطنطينية، لتفريقها عن البطريركية الأرمنية والبطريركية اللاتينية التي انتهى أمرها، وكانت قد تأسست بعد الاحتلال اللاتيني للقسطنطينية في عام 1204، في أثناء الحملة الصليبية الرابعة.

### التاريخ
كان كرسي بيزنطة الذي نُسب تأسيسه لاحقًا إلى الرسول أندراوس، أسقفية عادية بالأصل. ولكنه اكتسب أهميته عندم جعل الإمبراطور قسطنطين بيزنطة عاصمةً ثانية مع روما وسماها القسطنطينية. تطورت مكانة الكرسي إلى واحد من البطريركيات الخمسة في مجامع القسطنطينية المسكونية في عام 381 وفي خلقيدونية عام 451.
تقرّ الحكومة التركية بأن البطريرك المسكوني هو القائد الروحي للأقلية اليونانية في تركيا، وتسميه بطريرك فينير الأرثوذكسي اليوناني. خضع البطريرك لسلطة الدولة العثمانية بعد غزو القسطنطينية عام 1453، حتى إعلان الجمهورية التركية عام 1923. أما اليوم، فهو حسب القانون التركي خاضع لسلطة الحكومة التركية ولا بد من أن يكون مواطنًا تركيًّا حتى يكون البطريرك.
لُقِّب بطريرك القسطنطينية بالبطريرك المسكوني منذ القرن السادس الميلادي. ما من تعريف رسمي للمعنى الدقيق لهذا اللقب، الذي كان يستعمل بين الحين والآخر لأساقفة آخرين منذ القرن الخامس الميلادي، ولكن معجم أوكسفورد للكنيسة المسيحية يقول إن هذا اللقب قد انتقدته الكنيسة الكاثوليكية لعدم اتفاقه مع عقائد الكرسي البابوي.

### جبل آثوس
كانت التجمعات الرهبانية في جبل آثوس خاضعة مباشرة لحكم البطريرك المسكوني، الذي يعد الأسقف الوحيد هنالك. آثوس، (أو رسميًّا: الدولة الرهبانية المستقلة في الجبل المقدس، باليونانية: Αυτόνομη Μοναστικὴ Πολιτεία Ἁγίου Ὄρους)، هي دولة مستقلة بنفسها في الأرض اليونانية وهي خاضعة لوزارة الخارجية في شؤونها السياسية وللبطريرك المسكوني في القسطنطينية في شرونها الدينية، وهي وطن 20 ديرًا ومجتمعات رهبانية عديدة أخرى.

## العمل البيئي
بسبب أعمال البطريرك المسكوني ديميتريوس الذي جعل الأول من سبتمبر يوم حماية البيئة، وأعمال البطريرك الحالي، لُقِّب البطريرك الحالي بارثولوميو الأول بلقب «البطريرك الأخضر». من هنا أصبح يُنظَر إلى شخص بارثولوميو ومنصب البطريرك المسكوني بالتالي ناطقًا دينيًّا عن القضايا البيئية، وقائدًا روحيًّا «أخضر» في العالم.

## حكم الملة في الفترة العثمانية
عندما فتح الترك العثمانيون القسطنطينية عام 1453، توقف عمل البطريرك المسكوني. رمم البطريركية الحاكم الغزي، السلطان محمد الثاني، الذي أراد أن يجعل لسلالته الحاكمة خليفة مباشر للأباطرة الرومان الشرقيين، لذا سمى نفسه قيصر الروم، وهو واحد من ألقابه الثانوية ولكن له معنًى واضحًا. في عام 1454 منح المنصب لناسك بيزنطي لامع كان معروفًا بمعارضته للغرب اللاتيني، وهو جيناديوس سكولاريوس، الذي سُمّي بعد ذلك البطريرك جيناديوس الثاني.
سمي البطريرك ملت-باشي، أي حاكم الملة، ملّة الروم، وهي تضم كل المسيحيين الأرثوذكس تحت الحكم العثماني، بغض النظر عن عرقهم حسب المقاييس الحديثة. تحمل الإغريقيون هذا المنصب على مسؤوليتهم الخاصة، في وسط صعوبات شديدة وفخاخ خالطها بعض النجاح. أعدم العثمانيون كثيرًا من البطاركة على الملأ، أهمهم غريغوري الخامس، الذي أُعدم في أحد الفصح عام 1821 عقابًا على اندلاع الثورة الإغريقية الأخيرة والوحيدة الناجحة.
في القرن التاسع عشر، مع صعود النزعة الوطنية والعلمانية بين الأمم المسيحية البلقانية، نشأت كنائس وطنية مستقلة، يحكمها أساقفة أو مطارنة مستقلون، وتركوا للبطريرك المسكوني حكم الكنائس التركية الأرثوذكسية التي ترجع أصولها إلى الإغريق، وبعض كنائس الإغريق في أمريكا الشمالية وآسيا وإفريقيا وأوقيانوسيا، حيث تتنامى أعداد مجتمعات اللاجئين اليونانيين وغيرهم تدريجيًّا، وهو ما زاد من أعداد الجاليات الأرثوذكسية. أما المسيحيون الأتراك والأرمن الأرثوذكس في تركيا فلهم كنائس مستقلة.